# Zaire (provins)
 For alternative betydninger, se Zaire. (Se også artikler, som begynder med Zaire)
Zaire er en provins i Angola. Den har et areal på 40.130 km2
og et befolkningstal på 594.428 (2014) indbyggere. M'Banza Kongo er hovedsbyen i provinsen. Provinsen har tropisk klima.
Distrikter:
- Soyo
- Tomboco
- N'Zeto
- Noqui
- Cuimba

## Eksterne links
- angola.org.uk Arkiveret 2. august 2008 hos  Wayback Machine
- Den amerikanske styremagts statistik fra 1988

6°16′S 14°14′Ø / 6.27°S 14.23°Ø